# 屌你妈峰
屌你妈峰（英語：Tunemah Peak）是美国加利福尼亚州弗雷斯诺县的一座山峰，位于该国西南部，首都华盛顿哥伦比亚特区以西3600公里处，標高3401公尺。该山得名于附近的屌你妈小径（Tunemah Trail），屌你妈小径的名称源自1878年一位广东厨师与牧羊人一起走过该小径时由于路面崎岖而发的粵語咒骂“屌你阿妈”。